# Politique étrangère de l'Abkhazie

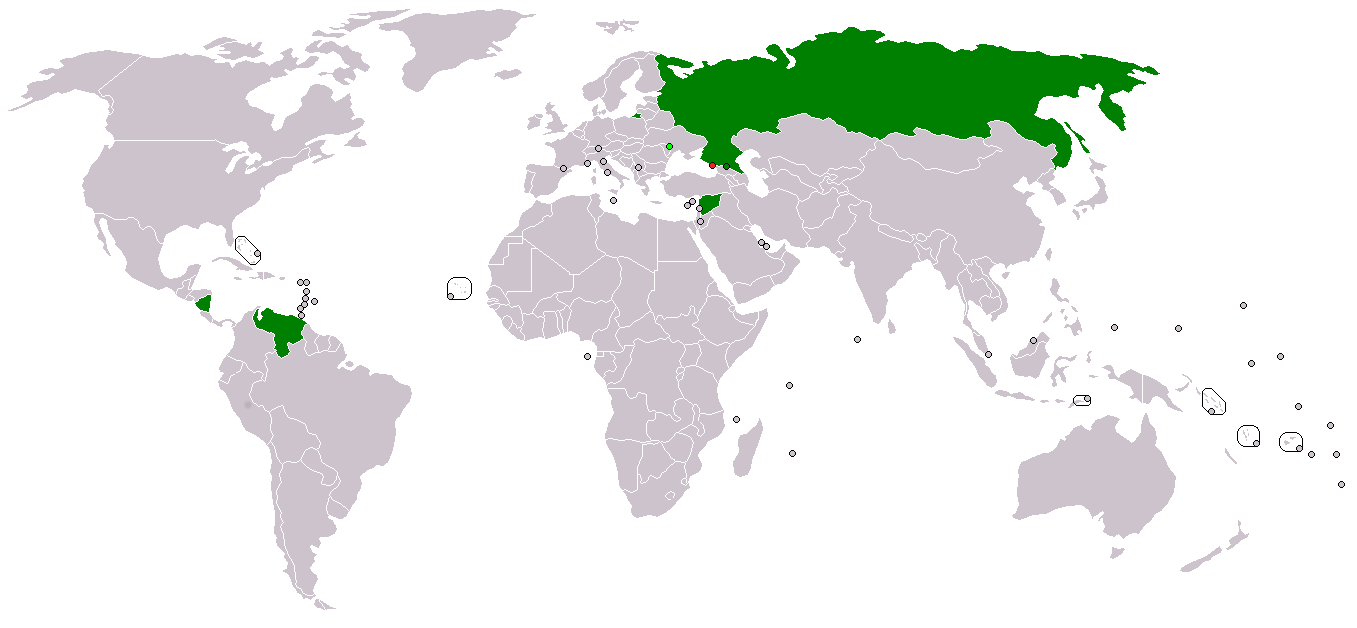
Reconnaissance diplomatique et relations bilatérales
Reconnaissance diplomatique seulement

La République d'Abkhazie est une entité dont le statut est disputé. Pour l'Organisation des Nations unies, l’Abkhazie est située dans les frontières internationalement reconnues de la Géorgie, pour laquelle elle constitue la République autonome d'Abkhazie dont le gouvernement est en exil.
L'Abkhazie a déclaré son indépendance de la Géorgie en 1992. Cette indépendance n’a, à ce jour, été reconnue que par cinq États : la Russie, le Nicaragua, le Venezuela, Nauru et Tuvalu et le Vanuatu. Le Vanuatu et les Tuvalu se sont toutefois rétractés par la suite. L'un des principaux objectifs de la politique étrangère abkhaze est la recherche de davantage de reconnaissance de la part de la communauté internationale.

## Relations bilatérales
| État                                           | Date de reconnaissance diplomatique | Établissement des relations diplomatiques | Notes |
| ---------------------------------------------- | ----------------------------------- | ----------------------------------------- | --- |
| Haut-Karabagh                                  | 17 novembre 2006                    |                                           | Le 17 novembre 2006, l'Abkhazie et le Haut-Karabakh ont reconnu mutuellement leurs indépendances.                                                                         |
| Nauru                                          | 15 décembre 2009                    | 15 décembre 2009                          | Le 15 décembre 2009, Nauru devient le 4e État membre de l'ONU à reconnaître l'indépendance de Abkhazie.                                                                   |
| Nicaragua                                      | 5 septembre 2008                    | 10 septembre 2009                         | Le 5 septembre 2008, le Nicaragua devient le 2e État membre de l'ONU à reconnaître l'indépendance de l'Abkhazie.                                                          |
| Russie                                         | 26 août 2008                        | 9 septembre 2008                          | Le 26 août 2008, la Russie devient le 1er État membre de l'ONU à reconnaître l'indépendance de l'Abkhazie.                                                                |
| Ossétie du Sud-Alanie                          |                                     |                                           | L'Abkhazie et l'Ossétie du Sud ont reconnu mutuellement leurs indépendances.                                                                                              |
| Transnistrie                                   |                                     |                                           | L'Abkhazie et la Transnistrie ont reconnu mutuellement leurs indépendances. Le 9 mars 2012, un accord pour permettre Voyage sans visa a été signé entre les deux entités. |
| Venezuela                                      | 10 septembre 2009                   | 12 juillet 2010                           | Le 10 septembre 2009, le Venezuela devient le 3e État membre de l'ONU à reconnaître l'indépendance de l'Abkhazie.                                                         |
| Syrie (relations entre l'Abkhazie et la Syrie) | 29 mai 2018                         | projeté                                   | |

## Relations avec la Turquie
Bien que la Turquie n'ait pas reconnu l'indépendance de l'Abkhazie, les deux États maintiennent des relations diplomatiques éloignées. Le 22 septembre 1996, la Turquie a annoncé que les résidents d'Abkhazie ne seraient plus autorisés à se rendre en Turquie sur la base de documents d'identité datant de l'ère soviétique et devraient plutôt obtenir des passeports géorgiens.
En juillet 2009, le ministre des Affaires étrangères abkhaze Sergueï Chamba affirme que son gouvernement a certains contacts avec la Turquie sur la possibilité d'une reprise des communications maritimes et aériennes. Toutefois, la Turquie maintient un strict embargo commercial sur l'Abkhazie du fait qu'elle réalise une grande partie de son commerce avec la Géorgie. Plusieurs navires turcs naviguant au large de l'Abkhazie ont été saisis par la marine géorgienne dans les eaux internationales en raison du blocus maritime imposé par la Géorgie à l'Abkhazie.

## Relations avec d'autres États autoproclamés
La République arabe sahraouie démocratique, Chypre du Nord et le Hamas,, ont soutenu la reconnaissance de l'Abkhazie et de l'Ossétie du Sud par la Russie.

## Organisations internationales
L'Abkhazie est membre de l'Organisation des nations et des peuples non représentés et de la Communauté pour la démocratie et les droits des nations (russe : Сообщество за демократию и права народов).

## Problèmes de visas
Plusieurs États qui ne reconnaissent pas l'Abkhazie refusent systématiquement les demandes de visa de Abkhazes, même si la demande est faite à Moscou sur la base de la double nationalité russe de la personne.
- En octobre 2006 l'ambassade américaine a refusé un visa au ministre des Affaires étrangères de l'Abkhazie Sergueï Chamba, qui devait assister à une discussion du Conseil de sécurité de l'ONU à New York sur la Mission d'observation des Nations unies en Géorgie[16].
- En février 2009 l'ambassade indienne a refusé des visas à deux femmes abkhazes employées par le ministère des Affaires étrangères qui avait été invité par l'université Jawaharlal Nehru pour assister à une conférence internationale. En réponse, le ministre des Affaires étrangères abkhaze envoie des lettres à son homologue indien Pranab Mukherjee et à l'Ambassadeur de l'Inde en Russie, Prabhat Shukla Prakash. Les lettres dénoncent l'attitude très hostile de l'Inde envers l'Abkhazie et soulignent que la citoyenneté russe des requérants n'avait pas été prise en compte et mis en garde que l'Abkhazie pourrait répondre en nature, refusant des visas à tous les futurs touristes indiens[17].
- Le 17 mars 2009 l'ambassade d'Espagne à Moscou a refusé les visas pour les membres de l'équipe d'Abkhazie de futsal qui devait participer à la première Copa de les Nacions de Futsal en Catalogne[18].
- Le 13 mai 2009, l'ambassade d'Allemagne en Russie a d'abord refuser un visa à un jeune abkhaze qui devait subir une opération dans une clinique de Munich. Le ministre des Affaires étrangères de l'Abkhazie Sergueï Chamba a déclaré en réaction que « ces actes sont hors de proportion avec les principes humanitaires universels et sont une violation directe des droits des résidents d'Abkhazie[19]. » Cependant, le lendemain, l'ambassade d'Allemagne à Moscou a délivré le visa, déclarant que le retard est dû à la nécessité de coordonner avec leur consulat à Tbilissi, qui gère normalement les visas[20].